# خوسيه دي إيرموسييا
خوسيه دي إيرموسييا ساندوبال (بالإسبانية: José de Hermosilla)‏ معماري ومهندس عسكري إسباني، وُلد في ييرينا بمقاطعة بطليوس عام 1715. كان واحدًا من أهم المعماريين في القرن الثامن عشر، جنبًا إلى جنب مع كل من فرانثيسكو ساباتيني وخوان دي بييانويبا وبينتورا رودريجيث. كتب مُؤلفًا عن العمارة المدينة. وتُوفي في ليجانيس في 21 يونيو عام 1776.

## حياته
بدأ مسيرته المهنية كمهندس عسكري، برتبة نقيب. بدأ عمله كرسام لتنفيذ قصر مدريد الملكي. وخلال هذه الأعمال، قرر فرناندو السادس منحه التقاعد في روما عام 1747 بفضل تدخل الوزير خوسيه دي كارباخال إيه لانكاستر وأخيه إجناثيو إيرموسييا. حل محل خوان دي بييانويبا، الذي حاز المنصب لجدارته، إلا أنه تنحى عنه لأسباب شخصية. وعند انتقاله إلى روما، تعرف إلى المعماري البابوي فرديناندو فوجا، الذي استمد منه تأثيرات كثيرة. وبعد عودته إلى روما عام 1751، استكمل مجددًا أعمال القصر الملكي تحت قيادة خوان باوتيستا ساتشتي. وشارك في الأنشطة الأولى للأكاديمية الملكية للفنون الجميلة في سان فرناندو، التي تم إنشائها حديثًا وعمل أستاذًا للهندسة الرياضية. وأثناء وجوده في العملية التعليمية، كتب مقالًا عن الهندسة الرياضية بالتعاون مع بينتورا رودريجيث. وفي عام 1752، عُين مديرًا لقسم العمارة بالأكاديمية. وطبعت هذه الأكاديمية المجلدين عن الأثار العربية في غرناطة وقرطبة والتي سُجلت وُفق الرسومات الخاصة به.
في 1756، تنازل دي إيرموسييا عن المناصب الأكاديمية ليتفرغ لعمله كمهندس عسكري. ويشارك في الحملة ضد البرتغال في عام 1762 بناء على أوامر من القائد ماثيدا.
وبتكليف من الملك فرناندو السادس، أسس المستشفى العام الجديد، التي تقع في شارع سانتا إيزابيل، وهو المكان الذي يشغله في الوقت الحالي متحف الملكة صوفيا، والتي بدأت أعمالها عام 1750. واستمرت أعمال بناء المستشفى حتى عام 1768. ولعله البناء الأكثر تعبيرًا ومعنى لهذا المعماري هو كلية سان بارتولوميه في سلامنكا، التي بدأت أعمال البناء بها عام 1760، والذي تم اعتباره كقصر أثري يسبقه رواق به أعمدة كلاسيكية. هو واحد من المباني القليلة في سلامنكا التي تتميز بالطراز الكلاسيكي الإسباني الحديث

## انظر ايضًا
- خواكين دي تشوريجيرا
- بيكتوريو ماتشو
- ألبرتو دي تشوريجيرا
- خوسيه بينيتو دي تشوريجيرا